# Cévienne

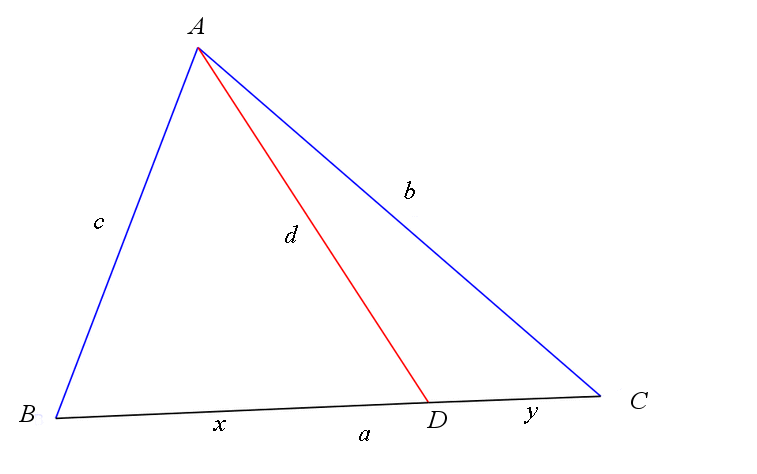
Un triangle ABC, avec une cévienne issue de A.

En géométrie, une cévienne d'un triangle est, dans son acception la plus générale, une droite passant par l'un des sommets ,. Certains auteurs restreignent la définition au cas d'un segment joignant un sommet à son côté opposé, voire utilisent les deux définitions .
Le mot cévienne vient du nom du mathématicien italien Giovanni Ceva, qui a prouvé un théorème portant son nom donnant une condition pour que trois céviennes passant chacune par un sommet du triangle soient concourantes ou parallèles.

## Exemples
Les hauteurs, médianes, bissectrices, symédianes, les droites reliant les sommets aux points de contact du cercle inscrit, sont des céviennes particulières, toutes concourantes.

## Définitions associées
Le pied d'une cévienne est le point d'intersection de la cévienne avec le côté opposé au sommet.
Le triangle cévien est le triangle formé par les trois pieds de trois céviennes passant chacune par un sommet du triangle, et le cercle cévien est le cercle circonscrit à ce triangle.

## Longueur
Le théorème de Stewart permet de calculer la longueur d'une cévienne (segment) connaissant les longueurs des segments découpés par celle-ci sur le côté opposé.